# ロイヤル・チャレンジャーズ・バンガロール
ロイヤル・チャレンジャーズ・バンガロール（英:  Royal Challengers Bangalore、略称：RCB）は、インディアン・プレミアリーグ（IPL）所属のプロクリケットチーム。本拠地はインドのカルナータカ州バンガロール。

## 概要
2008年に創立。IPLでの最高成績は準優勝（2009, 2011, 2016）。ホームスタジアムはM. チナズワミー・スタジアム。

## タイトル
無し

## 所属選手
- ヴィラット・コーリ 2008-

## 成績

### IPL
- 2008年 - 7位
- 2009年 - 準優勝
- 2010年 - 4位
- 2011年 - 準優勝
- 2012年 - 5位
- 2013年 - 5位
- 2014年 - 7位
- 2015年 - 3位
- 2016年 - 準優勝
- 2017年 - 8位
- 2018年 - 6位
- 2019年 - 8位